# Rim Nakamura
Rim Nakamura (中村 輪夢, Nakamura Rimu), né le 9 février 2002 à Kyōto, est un coureur cycliste japonais, pratiquant le BMX freestyle. Il est champion du monde de BMX freestyle Park en 2022.

## Biographie
Le père de Nakamura posséde un magasin de vélos et donne à son fils le nom du mot anglais signifiant jante. Adolescent, il remporte de nombreux tournois de BMX freestyle au Japon. Lors des premiers championnats du monde de cyclisme urbain en 2017, il atteint la finale à l'âge de 15 ans et termine septième. En 2019, il devient pour la première fois champion du Japon et le remporte cinq fois de suite jusqu'en 2023. En 2019, il gagne également une manche et le classement général de la Coupe du monde de BMX freestyle Park.
Fin 2020, il se casse le talon et doit subir une intervention chirurgicale. Lorsque le BMX freestyle devient une discipline olympique pour la première fois dans son pays d'origine en 2021, il représente le Japon dans la compétition. Il termine deuxième de la qualification, puis cinquième de la finale.
En 2022, il remporte une autre manche de la Coupe du monde. À la fin de l'année, il remporte son plus grand succès en devenant champion du monde de BMX freestyle Park à Abou Dabi. En 2019 et 2023, il remporte les championnats d'Asie dans sa discipline.
Parallèlement aux compétitions de l'UCI, Nakamura apparaît lors de divers événements de sports extrêmes, comme les X Games. Il remporte notamment une médaille d'argent à Minneapolis en 2019.

## Palmarès en BMX freestyle Park

### Jeux olympiques
- Tokyo 2020
  - 5e du BMX freestyle

### Championnats du monde
- Abou Dabi 2022
  -  Champion du monde de BMX freestyle Park

### Coupe du monde
- Coupe du monde de BMX freestyle Park
  - 2018 : 5e du classement général
  - 2019 : 1er du classement général, vainqueur d'une manche
  - 2022 : 4e du classement général, vainqueur d'une manche
  - 2023 : 5e du classement général
  - 2024 : 2e du classement général, vainqueur d'une manche

### Championnats d'Asie
- 2019
  -  Champion d'Asie de BMX freestyle Park
- 2023
  -  Champion d'Asie de BMX freestyle Park

### Championnats du Japon
- 2019
  -  Champion du Japon de BMX freestyle Park
- 2020
  -  Champion du Japon de BMX freestyle Park
- 2021
  -  Champion du Japon de BMX freestyle Park
- 2022
  -  Champion du Japon de BMX freestyle Park
- 2023
  -  Champion du Japon de BMX freestyle Park